# 胡章保
胡章保（1963年4月5日—），浙江诸暨人，中国男子篮球运动员，曾随国家队参加1984年夏季奥林匹克运动会男子篮球比赛，最终队伍获得第10名。